# 芭芭拉·卡素爾
布力般的卡素爾女男爵芭芭拉·安妮·卡素爾，PC[?]（1910年10月6日—2002年5月3日），英國工黨左翼政治家，1945年至1979年擔任下議院布力般選區議員，期間於1964年至1965年任海外發展部長、1965年至1968年任運輸部長、1968年至1970年任就業及生產力大臣兼第一國務大臣、以及在1974年至1976年任社會服務大臣。離開下院後，她在1979年至1989年代表大曼徹斯特選區出任歐洲議會議員，1990年獲封終身貴族加入上議院。
卡素爾從小便對社會主義產生濃厚興趣，在牛津大學求學期間已開始參與工黨活動。1945年當選國會議員前，她曾在多份左翼報章和刊物任職記者和編輯，二戰期間也曾以公務員身份加入過英政府食物部擔任政務主任。作為下院少有的女性議員，她憑藉其鮮明的立場和不易妥協的作風，逐漸建立知名度，但她在五十年代也因為大肆批評英軍鎮壓反殖武裝力量，使她成為議會內的惹火人物。
卡素爾與另一工黨人物哈羅德·韋爾遜在政治上具密切的關係。她早於1947年至1951年擔任韋爾遜的政務私人秘書，並成為了他的追隨者。當韋爾遜在1964年出任首相後，她隨即獲邀加入內閣，更一度被視作韋爾遜的潛在接班人。在內閣任職期間，她成功推動多項改革，原本頗獲韋爾遜器重，但她在就業及生產力大臣任內於1969年1月發表的《免於衝突》白皮書，卻成為其仕途的轉捩點。該份白皮書建議立法制約工會權力，結果引起工會群起聲討，內閣以詹姆斯·卡拉漢為首代表工會的一派更公開表態反對白皮書，兩人關係從此決裂，白皮書最終胎死腹中。
卡素爾此後雖然在政壇浮沉，未能再上層樓，但她繼續活躍政壇，到晚年仍關注退休人士福利方面的政策，被視為上一代「舊工黨」的元老人物之一。卡素爾從政接近60年，其敢言作風深入民心，她把婦女參政的程度提升到更高和更前的層次，啟引後來保守黨的戴卓爾夫人在1979年當選為英國歷史上首位女首相。

## 生平

### 早年生涯
卡素爾女男爵本名芭芭拉·安妮·貝茨（Barbara Anne Betts），1910年10月6日生於英國德比郡切斯特菲爾德（Chesterfield），父母分別名法蘭克·貝茨（Frank Betts，1882年－1945年）和安妮·麗貝卡·費朗（Annie Rebecca Farrand，1883年－1980年）。她在家裡三兄妹中排行最小，她的兄長特里斯特拉姆·「吉米」·貝茨（Tristram "Jimmie" Betts，1908年－1983年）是非洲專家；胞姊瑪喬麗·貝茨（Marjorie Betts，1909年－1964年）婚後成為瑪喬麗·麥金托什（Marjorie McIntosh），曾任倫敦郡議會工黨籍議員。

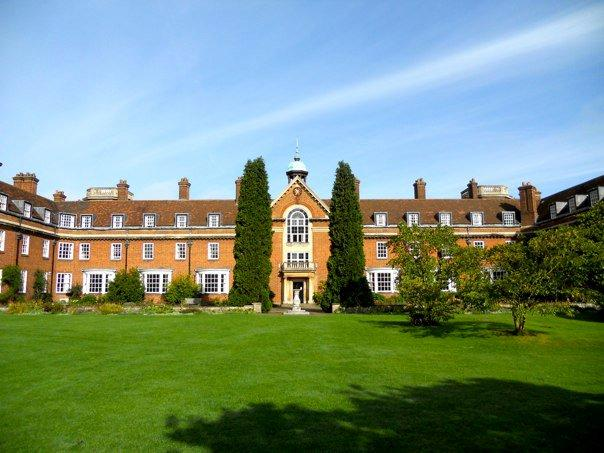
卡素爾由1929年至1932年就讀於牛津大學聖休學院

由於父親在英政府任職稅務督察，需要調派到不同地區工作，因此貝茨兩歲的時候於1912年隨家人遷到龐蒂弗拉克特，1922年再遷到布拉福，最終在1932年定居於大曼徹斯特的市郊小鎮海德。在布拉福生活的時候，她跟隨胞姊入讀布拉福女子文法學校，隨後獲獎學金升讀牛津大學聖休學院，主修哲學、政治學及經濟學（簡稱PPE）。
貝茨從小已活在濃厚的社會主義氛圍下，她少時居住的布拉福是工黨前身獨立工黨的發源地，也是全英國最早選出工黨籍國會議員的地區之一。她的父親雖然是公務員，但暗地裡兼任左翼報章《布拉德先驅報》（Bradford Pioneer）編輯，經常與左翼人士來往；她從事製造和銷售女士帽子的母親，也曾代表工黨擔任海德的地方議會議員。
跟她的父親一樣，貝茨自少已熱衷政治，也是工黨支持者，早在1929年的國會大選期間，在學校擔當領袖生的她更扮演工黨候選人，參與校方舉辦的模擬大選。升讀大學後，她最初仍不減對政治的熱忱，但鑑於當時男尊女卑的觀念很重，牛津頂尖的學生政治組織一般也不歡迎女生發言，女生要擔任會長一類重要職務更是難上加難，結果她只能夠在名氣較遜的工黨會內謀得一個幹事職位。貝茨很快就對學業失去興趣，並過著放蕩的大學生活，樣貌端好的她更是從來不缺男友。三年的大學生活過後，她只能夠在1932年取得一個三級榮譽文學士學位畢業。

### 投身政治
芭芭拉·貝茨大學畢業返到海德與家人同住，當時英國正遇著環球經濟大蕭條，全國失業問題嚴重，本身學業不算突出的她也就更難找到工作。最初，她打算當記者，並獲當地一家報館錄用，但未及正式上班，報館卻已先行倒閉。面對失業，她只好投身政治，暫時加入海德的工黨分部擔任宣傳秘書，負責每逢周未到鎮內街頭站台演說和作街頭宣傳。對當時的大眾而言，由婦女擔當這類政治宣傳工作仍然是相對嶄新，她也由此練就得公開演說和接觸群眾的技巧。未幾，她還憑藉工黨的關係找到一份正職，在曼徹斯特一家百貨公司任職流動糖果櫃位推銷員。
儘管百貨公司糖果櫃位推銷員是一份正職，但對貝茨而言，她的前路依舊迷茫。一直到她認識威廉·梅勒（William Mellor，1888年－1942年）以後，她才找到新的路向。梅勒是倫敦左翼報章《每日先驅報》（Daily Herald）前任編輯，也是社會主義聯盟的領袖人物之一。梅勒有次到海德出席地區政治活動的時候認識了貝茨，雖然比貝茨年長24歲，已且是有婦之夫和育有一名兒子，但梅勒很快就與她發展出婚外情。

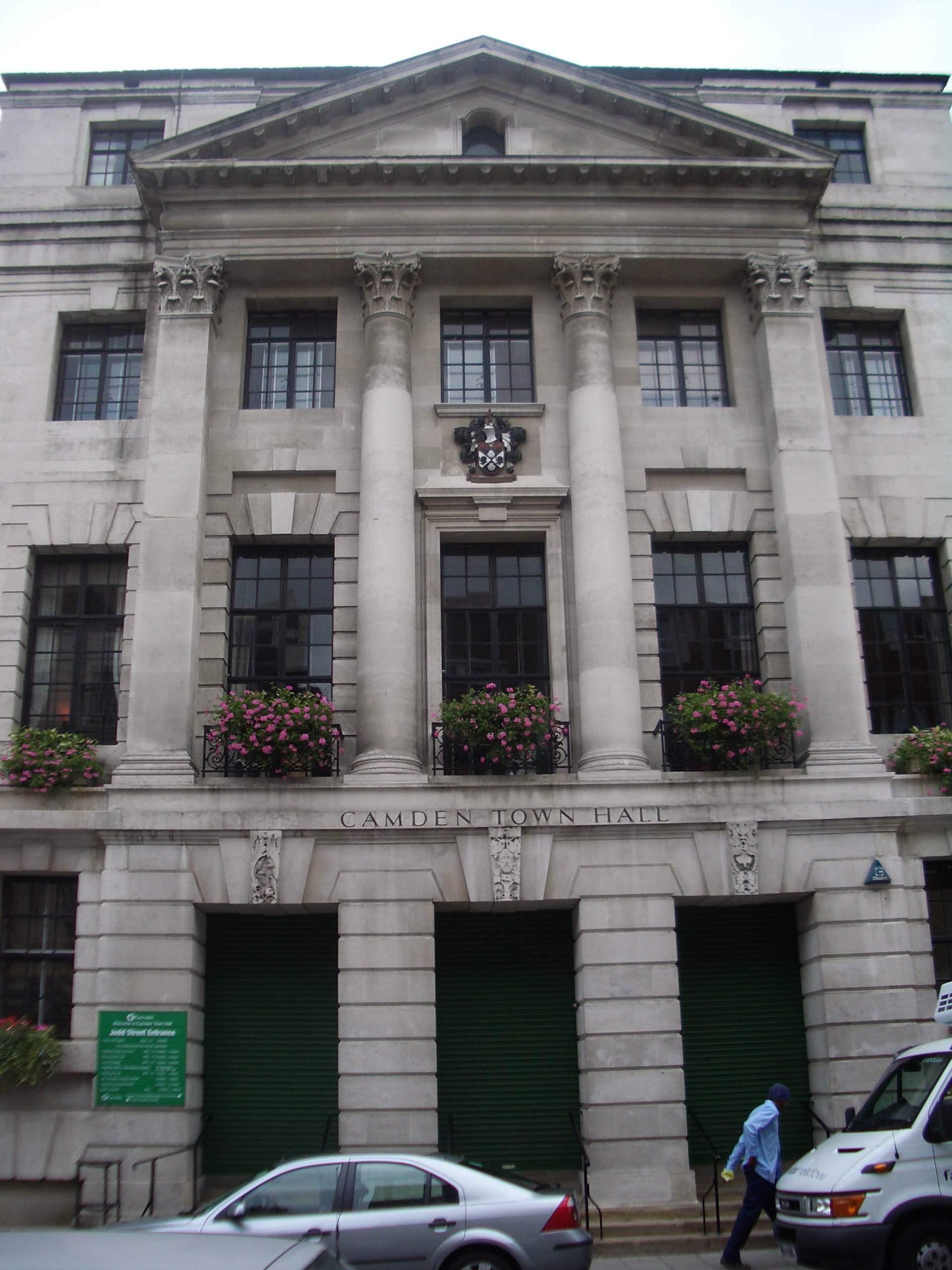
卡素爾於1937年當選聖潘克拉斯自治鎮議會議員

1936年，梅勒招攬貝茨到倫敦，在他任職編輯的《鄉鎮與郡議員雜誌》（Town and County Councillor）擔任記者；翌年，梅勒獲全新的左翼刊物《論壇雜誌》（Tribune）邀請兼任創刊編輯一職後，貝茨也協助執筆撰寫關於工會事務的欄位，又曾遠赴蘇聯莫斯科採訪，與她一同共事的，還有在日後當上工黨黨魁的米高·富特。
《論壇雜誌》由工黨政治家斯塔福·克里普斯爵士創辦，立場支持當時興起的團結運動，並主張工黨與其他左翼政黨組成具反法西斯性質的統一陣線。這個陣線的成員最初包括獨立工黨、大不列顛共產黨和附屬於工黨的社會主義聯盟。可是到1938年，共產黨有意把陣線擴大成人民陣線，讓其他非社會主義政黨加入反法西斯和反綏靖政策的行列，結果引起梅勒的反對，貝茨與富特也就跟隨梅勒辭去《論壇雜誌》的職務，貝茨此後繼續從事在《鄉鎮與郡議員雜誌》的編輯工作到1940年為止。
在倫敦生活期間，貝茨寓居聖潘克拉斯，鄰近左翼學者聚集的布盧姆茨伯里，得以接近左翼學者的圈子，並很快得到接納。1937年，她當選聖潘克拉斯自治鎮議會議員，成為議會內最年輕的議員，不久以後更在議會內身兼工黨黨團副領袖。這時的貝茨開始嶄露頭角，逐漸獲得工黨高層的注意。1940年，她進一步獲倫敦郡議會的工黨領袖赫伯特·莫里森提名，出任大都會水務委員會的倫敦郡議會代表。

### 二戰生涯
1939年第二次世界大戰爆發後，芭芭拉·貝茨在1941年加入公務員行列，獲英政府食物部錄用為政務主任，從而避免應募加入女子軍事服務團隊。在任期間，她協助制定醃魚和魚餅一類的食物配給方案，空閒的時候還會私下研究戰後的社會福利政策，在政府的工作也讓她累積官僚架構方面的行政經驗。1942年6月，威廉·梅勒突然去世，標誌著兩人的關係告一段落，但貝茨的政治生涯未有受到影響。相反，身為公務員的她在工餘時候依舊活躍於工黨事務；1943年，她獲邀在工黨黨大會發表演說，席間她質疑和批評英政府在《貝弗里奇報告書》提出對社會福利改革的觀點和建議，並批評報告書的理想只會是「昨天有果醬、明天有果醬，但今天從都沒有果醬」（"jam yesterday, jam tomorrow but never jam today"）一樣可望而不可即，有關言論贏得工會方面的不少支持。
梅勒去世後一年，貝茨結識了泰德·卡素爾（Ted Castle，1907年－1979年），兩人更迅速地發展成為情侶。卡素爾是倫敦《每日鏡報》助理編輯，他在編輯報紙的時候留意到貝茨的演說內容，對她留下深刻印象，並決定把她的演說內容作為翌日的頭條刊登。報章刊出當天，卡素爾還邀約對方會面，是為兩人初次邂逅。卡素爾結識貝茨後不久，便與他的髮妻離婚，兩人相識一年後，即於1944年閃電結婚，貝茨從此隨夫姓改名為芭芭拉·卡素爾（Barbara Castle）。兩人完婚後舉行的午餐會，還邀得工黨下議院議員安奈林·貝文夫婦等人出席到賀。
在丈夫安排下，芭芭拉·卡素爾在1944年離開政府，加入《每日鏡報》任職房屋版記者。同時間，隨著二戰在1945年結束，她還在丈夫的幫助下部署參加國會大選，並獲蘭開郡布萊克本的工黨地方分會婦女部提名為該選區的下屆工黨人選，隨後她在初選中勝出，正式成為工黨候選人。1945年7月5日，英國舉行大選，選舉結果顯示由艾德禮領導的工黨大獲全勝，重挫保守黨及尋求連任首相的黨魁邱吉爾。工黨在下議院640席中贏得393席，而芭芭拉·卡素爾也在選舉中順利當選國會議員，未滿35歲的她更成為國會內最年輕的女議員。
1950年，布萊克本選區被分拆為布萊克本東和布萊克本西兩個選區，她結果順利轉到布萊克本東選區續任國會議員；到1955年，兩個選區又再一次合併成為單一的布萊克本選區，並由她繼續代表該選區到1979年為止。由1945年當選到1979年退出下議院，她前後擔任國會議員達34年之久，期間一共經歷過10場大選。

### 下院生涯
艾德禮帶領工黨上台籌組政府後，芭芭拉·卡素爾由1945年起為貿易委員會主席斯塔福·克里普斯爵士擔任政務私人秘書。卡素爾曾在克里普斯創辦的《論壇雜誌》工作，因此兩人早已認識。克里普斯在1947年10月改任財政大臣後，卡素爾留下來為接任貿易委員會主席的年輕新晉閣員哈羅德·韋爾遜擔任政務私人秘書，由此展開兩人長期的政治連繫。與此同時，她在議會內選擇繼續走左翼路線，除了在下議院投票倒戈反對工黨政府由1945年12月起接受美國提供的美英貸款以外，又加入由米高·富特等人發起的「靠左團」（Keep Left Group），主張英國在外交政策上應該走既不靠美國、也不靠蘇聯的「第三路線」。
1950年2月，工黨雖然在大選中險勝，但內閣卻就英國響應美國號召參與韓戰陷入分歧。1951年4月，韋爾遜跟隨黨內左翼領袖、時任衛生大臣安奈林·貝文從內閣辭職，抗議內閣決定對國民保健署開出的藥物實施收費，以填補韓戰的軍費。卡素爾在事件中也辭去政務私人秘書一職，以示與兩人站在同一陣線，數月以後，工黨政府也因為在同年10月的大選中失利而垮台。退出政府後，卡素爾成為了貝文派（Bevanite）的其中一名要員，並加入《論壇雜誌》智囊團，與其他貝文派成員每逢周五晚走訪各個選區，舉辦公開講話，宣揚工黨黨內左翼派系的理念。1955年，她又獲《每日鏡報》旗下的《星期日畫報》邀請擔任其中一名專欄作家，發表政論。
在工黨黨內逐漸建立起知名度的卡素爾，還在1950年循婦女界別當選工黨全國執行委員會委員。可是，她不甘於婦女界別是為了確保有婦女加入委員會而特設，於是她在翌年放棄原有席位，改循尋常途徑競逐數目只有七個的地區界別席位。出乎意料地，她在競選中不單當選，成為首位循地區界別當選工黨全國執行委員會委員的女性，而且票數更是高踞第二，緊隨票數排名第一的貝文。以後歷年的全國執行委員會選舉，卡素爾都是以高票當選，直到在1979年退出委員會為止。1957年至1958年，她進一步出任全國執行委員會副主席，其後更於1958年至1959年出任主席一職。
不過，工黨左翼在五十年代始終處於下鋒，尤其是工黨在1955年大選再一次敗給執政保守黨後，卡素爾所屬的貝文派不得不表態支持黨魁艾德禮，以免黨內陷入更嚴重的分裂。同年12月，艾德禮退任黨魁，結果代表黨內右翼的曉治·蓋茨克（Hugh Gaitskell）在黨魁選舉中擊敗貝文等人繼任黨魁，顯示工黨仍然由右翼掌控。1960年，年僅63歲的貝文因病逝世，更標誌著貝文派的衰敗。
有別於其他工黨左翼成員，這時期的卡素爾並不特別關注當時興起的核裁軍運動；相反，她把時間投放到推動非殖民地化和廢除南非的種族隔離制度等議題。其中，她十分關切塞浦路斯希臘人在英國殖民管治下提出的前途問題，她除了批評英軍鎮壓當地的反殖武裝力量，又對當地反殖武裝組織EOKA要求塞浦路斯從英國獨立的立場予以公開支持。種種言論卻是引起了軒然大波，輿論和執政保守黨紛紛責難她出賣負責維持當地局勢的英軍，身為工黨黨魁的蓋茨克也不得不劃清界線，指她的言論不代表工黨立場。
1959年大選期間，她更與保守黨籍國會議員克里斯托夫·查塔威（Christopher Chataway）陷入一場持久的誹謗訴訟。事件緣於查塔威在大選舉行前走到卡素爾的選區，向選民聲稱她曾經質疑英軍「拷問嫌犯」。雖然卡素爾多次強調她從沒有作出有關質疑，並指控查塔威誹謗，但法庭最終在1961年判定誹謗指控不成立，更頒令卡素爾要繳付雙方的律師訟費。卡素爾一度面臨要變賣自己與丈夫的鄉郊別墅來抵償訟費，最後由工黨出面籌措訟費，才避過變賣別墅的下場。
卡素爾在議會內外引起的風波，使她被輿論戲稱為「保守黨人樂於痛恨的女人」（"the woman Conservatives love to hate"），不少政治漫畫家和諷刺作家也時常把她當作諷刺對象加以渲染。這種負面形象使她在輿論面前常常處於下風，例如在1959年，當她譴責英軍涉嫌在肯雅奧拉某拘留營濫殺茅茅起義參與者的時候，卻被指言論過於煽情，反被親保守黨輿論伺機批評。雖然如此，她對外交事務方面的關注也不是毫無成就，透過向塞浦路斯希臘人領袖馬卡里奧斯三世大主教施加遊說，她間接使各方重返談判桌，促成塞浦路斯在1960年從英國獨立。
1959年11月，卡素爾一度獲工黨黨魁蓋茨克起用，加入下院前座擔任影子工務部長。可是，貝文在1960年逝世後，工黨內部對立加劇，同年11月，韋爾遜更表態挑戰蓋茨克的黨魁地位，結果被視為韋爾遜盟友的卡素爾不得不從影子內閣辭職。韋爾遜競逐黨魁失敗後，她也未有獲邀重返影子內閣。翌年，卡素爾試圖從黨內另一右翼人物喬治·布朗（George Brown）手上搶奪副黨魁席位，但布朗在選舉中以169票擊敗得票只有56票的卡素爾，成功保住副黨魁席位。此後，卡素爾陷入其政治生涯的一個低潮，爭取為公營女廁廢除入閘機，成為了她在下院最關注的議題之一。無獨有偶，早年她也曾經成功爭取在下院議事廳旁邊加設女廁。

### 加入內閣
1963年1月，曉治·蓋茨克病逝，由哈羅德·韋爾遜接任黨魁，一時間為卡素爾的政途帶來轉機。韋爾遜接任黨魁後，於1964年年中非正式地安排卡素爾監察外交部海外援助科轄下技術合作部的工作。同年10月，韋爾遜帶領工黨在大選中擊敗保守黨，成為英國13年來首位工黨籍首相，卡素爾隨即獲招攬首度加入內閣，出任新設的海外發展部長一職，並獲授予樞密院顧問官銜，是為歷來第四位加入內閣的女性。

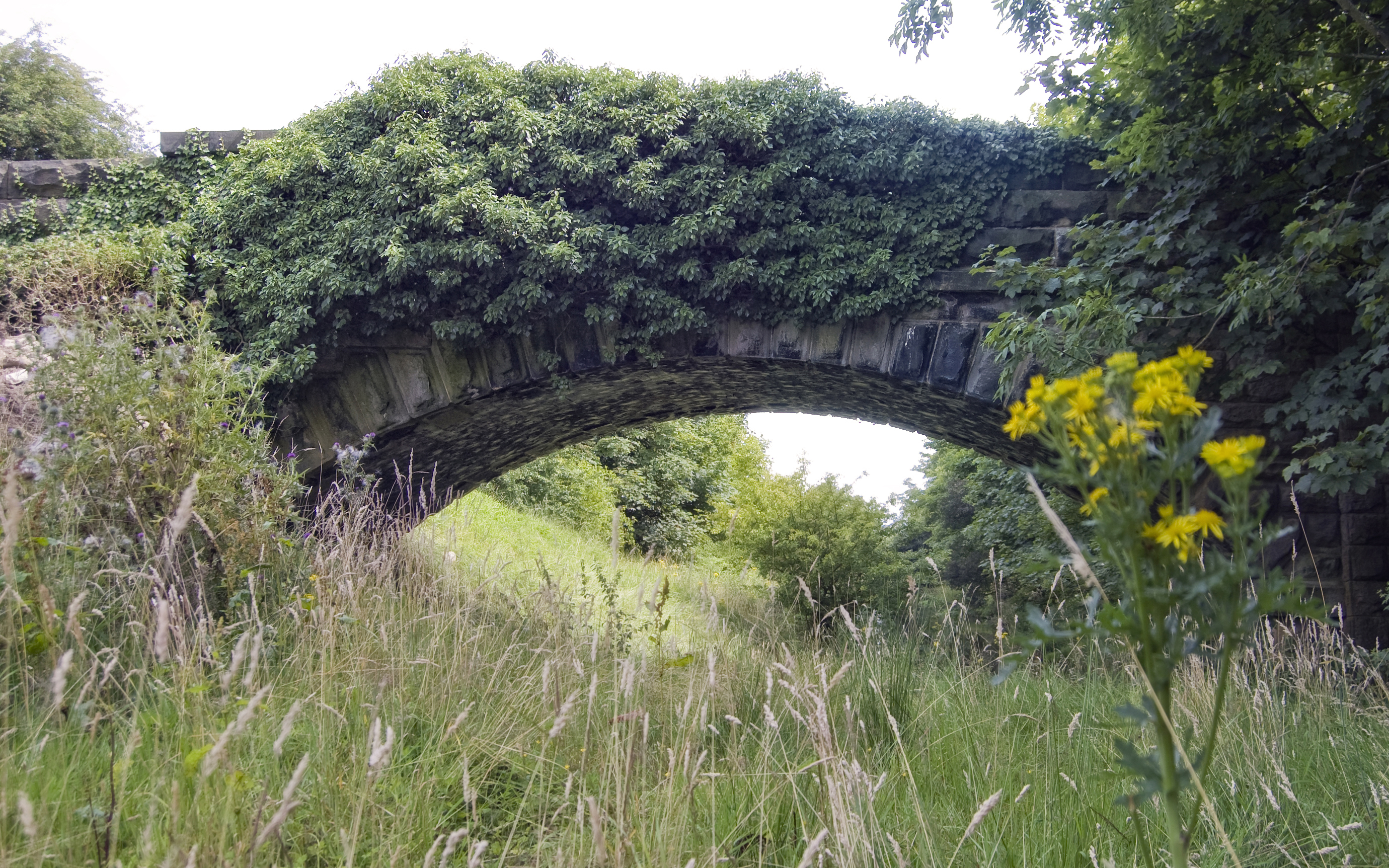
1963年和1965年先後發表的兩份《畢齊報告書》提出大幅裁減英國的鐵路網絡。圖中位於西約克郡的一條鐵路支線於1965年關閉

源於對外交事務的興趣，海外發展部是應卡素爾要求從外交部獨立出來，以及由她擔任首任部長的。儘管她沒有擔任內閣職務的經驗，但憑藉她早年在政府食物部工作的經驗，她懂得如何與官僚體系內的公務員處事，也就很快安頓下來。此外，她指派自己的幕僚和助手到費邊社搜集她早年發表有關於國際發展的文章，並要求部門上下的官員熟讀。不出一年，她為部門制訂了基本的政策框架，還取得足夠經費，為部門的早年發展奠下基礎。
卡素爾在任海外發展部長僅一年多，便在1965年12月改任運輸部長，雖然她被指不懂駕駛和沒有駕駛執照，而且又面對來自汽車生產商、駕駛協會、以至是酒商的鉅大阻力，但她在任內仍成功推出不少大刀闊斧的改革。當中較重要的政策包括在1967年9月落實公路時速定於70英里的上限，以減低公路發生交通意外的風險；以及在同年10月引入酒精呼氣測試，加強打擊醉酒駕駛的問題。1968年，她還進一步立法規定所有在1965年以後製造的汽車，都必須安裝安全帶，保障駕駛者和乘客的安全。
在運輸部長任內，卡素爾引起最大的爭議，要算她根據由前保守黨政府委託英國鐵路委員會制訂的兩份《畢齊報告書》（The Beeching Reports），繼續裁減全國大約2,050英里的鐵路服務，結果被輿論批評違背工黨當初不會裁減鐵路服務的競選承諾。事實上，她沒有完全按照報告書的建議，全數落實被外界形容為「畢齊大斧」（Beeching Axe）的鐵路裁撤計劃；相反，她決定保留一些報告書建議撤減，但她認為有服務需要的鐵路幹線，避免進一步縮減個別地區的交通服務。此外，她又制訂了《1968年運輸法令》，首度落實由政府補貼一些持續錄得虧損，但又有服務需要的鐵路路線。卡素爾處事明快的作風，使她被形容為白廳內最果決的官員之一；韋爾遜甚至曾形容她是「我的內閣中最能幹的傢伙」（"the best man in my Cabinet"），暗示她比不少男性閣僚還要稱職。

### 「免於衝突」
1968年4月，哈羅德·韋爾遜改組內閣，並擢升芭芭拉·卡素爾為就業及生產力大臣兼第一國務大臣。雖然卡素爾心目中希望出任外交大臣，但她仍舊接受了任命。起初，她把注意力投放到物價問題和入息控制方面的政策，但很快她就把注意力轉投到工會改革上。這是因為工黨政府自1964年上台執政以來，持續受到工會發動的非官方罷工困擾，所以改革工會制度成為她上任後的首要任務之一。正好在1968年6月，一個由上議院法官唐諾文勳爵（Lord Donovan）主持的皇家委員會發表一份以研究工會改革和改善勞資關係為主題的《唐諾文報告書》（Donovan Report），卡素爾遂開始著手制訂一份改革工會的方案。
卡素爾工會改革方案的草擬過程顯得十分神秘，也沒有向外公開，但就得到韋爾遜的背後支持。及至1969年1月，她終於向外發表名為《免於衝突》（In Place of Strife）的白皮書，羅列出改革工會的新政策。白皮書的名稱《免於衝突》由芭芭拉·卡素爾的丈夫泰德·卡素爾命名，靈感來自安奈林·貝文在1952年編著另一本關於醫療政策的政論著作《免於恐懼》（In Place of Fear）。這份白皮書雖然提出一些強化工會權力的建議，但也有不少建議旨在進一步規管工會，例如規定工會日後舉行罷工前，必先舉行投票取得授權、在罷工舉行前先設下28日「冷靜期」、以及設立一個工業委員會，監督勞資雙方落實工業糾紛後達成的調解方案。

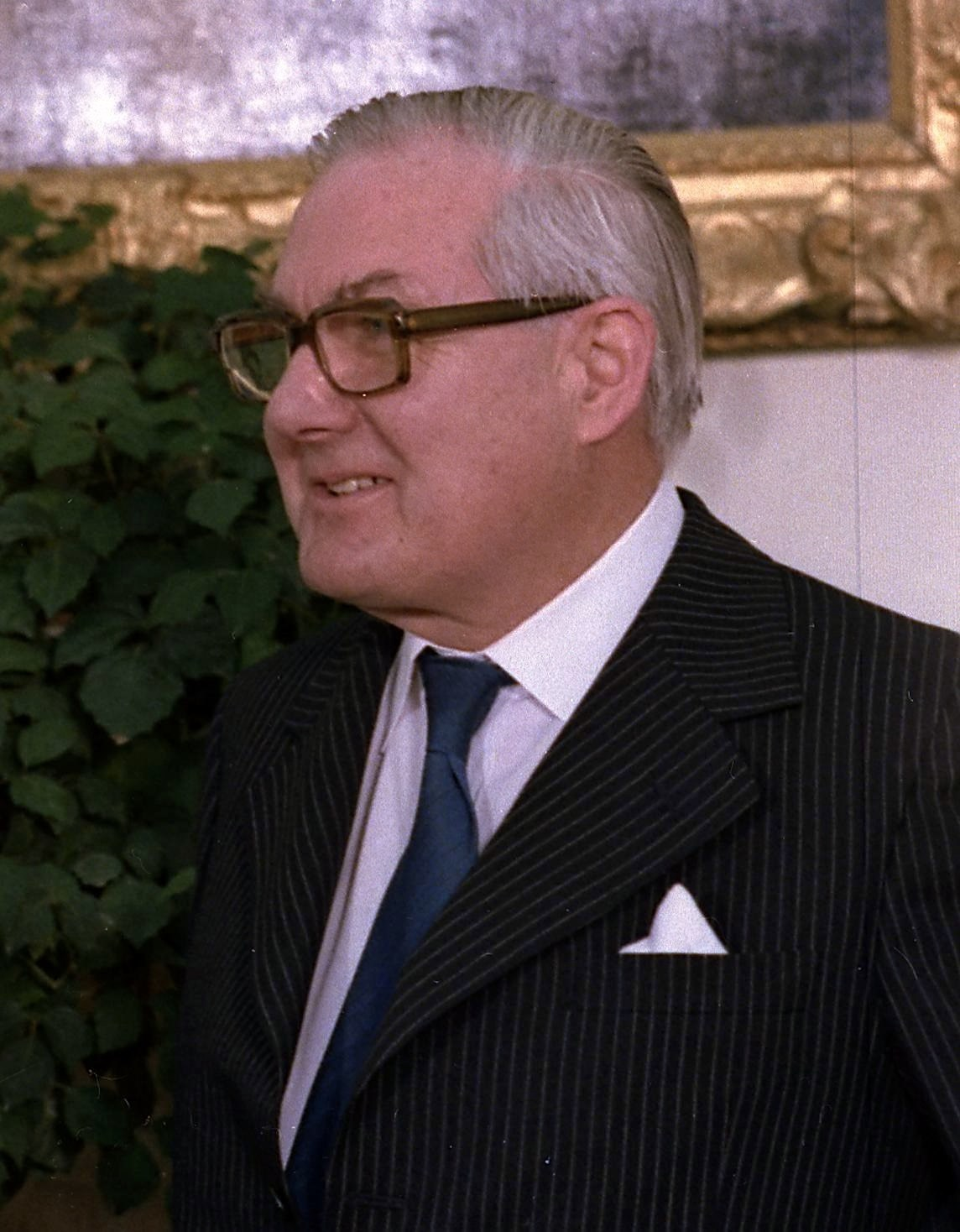
代表工會的內政大臣詹姆斯·卡拉漢公開批評《免於衝突》白皮書，造成卡素爾與卡拉漢兩人關係決裂

然而，白皮書發表後，迅即引起工會方面群起反抗，工黨左翼陣營也對卡素爾的建議大失所望，認為建議只為資方著想，而且不切實際。黨內國會議員的立場更因為白皮書分裂，內閣以內政大臣詹姆斯·卡拉漢為首的工會派系成員也相繼內鬨，公開批評和反對白皮書的建議，使卡素爾和韋爾遜的形勢更形孤立。卡素爾與韋爾遜曾多次與工會斡旋，但始終未能令工會妥協，踏入1969年6月5日，工會大會在克羅伊登召開非正式大會，會上各工會成員代表以7,908,000票對846,000票大比數否決《免於衝突》的建議，顯示工會方面對白皮書的堅決反對。
面對各方壓力，加上與工會陷入膠著狀態，處於弱勢的卡素爾和韋爾遜了解到白皮書將無法獲得下議院支持，為免政治形勢進一步惡化，他們惟有作出退讓。期間，卡素爾一度考慮引咎辭職，但被韋爾遜拒絕。6月18日，工會大會代表獲邀到唐寧街首相府與卡素爾等展開談判，工會大會一方在會面中提出撤去白皮書絕大部份的建議，並由他們自行監管罷工和勞工糾紛。卡素爾等迅即與工會一方達成被雙方形容為「莊嚴且有約束力」（"solemn and binding"）的協議，並於翌日根據工會建議發表新的方案，從而化解危機，但也正式標誌著《免於衝突》白皮書胎死腹中。
整個由《免於衝突》白皮書衍生的政治危機事後被外界形容為「唐寧街戰役」（"The Battle of Downing Street"），儘管卡素爾和韋爾遜嘗試令外界信服他們成功令工會妥協，但現實是他們兩人在事件中顯得對工會束手無策，卡素爾更因為開罪工會而政途止步。這次事件也使卡素爾與韋爾遜的關係蒙上陰影，與卡拉漢的關係更是正式決裂，卡素爾甚至在日記中比喻卡拉漢為草叢裡的毒蛇，也是「政府中最不忠誠和最具破壞性的一員」。
雖然如此，卡素爾在就業及生產力大臣任內也非毫無成就。1968年6月，英國福特旗下負責生產汽車座椅織料的女紡織技工罷工，抗議她們的薪酬比負責同類工種的男員工要低15%，並爭取與男員工享有同等待遇。卡素爾在事件中從中斡旋，促使資方把男女員工的薪酬差距縮減到只有8%，到翌年更進一步達致男女同工同酬。這次事件啟發她在任內推動男女同工同酬，終促成《1970年同酬法令》的制訂。該法令自1975年起生效後，規定男女僱員在薪酬和福利等各方面，都必須享有同等待遇，從而改善婦女在職場中所遇到的不公平待遇。這起罷工事件後來更於2010年拍成電影《鐵娘IN工廠》（Made in Dagenham）。

### 政壇浮沉
1970年6月，英國舉行大選，執政工黨敗於由愛德華·希思領導的保守黨。有評論指出，由於不少工黨支持者感覺被卡素爾的《免於衝突》白皮書出賣，因此拒絕參與投票，成為工黨在大選中落敗的原因之一。翌年，保守黨政府通過《1971年工業關係法令》，試圖削奪工會權力，但同樣引來工會方面的猛烈批評和抵制，法令最終在1974年工黨政府再一次上台後被廢除。另一方面，工黨回復在野黨身份後，卡素爾在韋爾遜的安排下成為影子就業大臣，當保守黨政府制訂《工業關係法令》的時候，她曾經加以批評，但每次都被保守黨譏諷為《免於衝突》白皮書的始作俑者，使到工黨處境尷尬。未幾，她在1971年被改調任影子衛生及社會保障大臣，復於1972年離開影子內閣。
1974年3月，工黨在韋爾遜帶領下勝出大選，第二度籌組內閣，與韋爾遜交情不淺的卡素爾遂獲邀出任社會服務大臣。她在任內推出不少社會福利改革，較重要的包括規定各類退休金須與平均收入掛鉤；另外又引入照料殘疾人士津貼（Invalid Care Allowance），向部份為了長期照顧殘疾親屬而必須放棄全職工作的人士發放津貼，以維持他們的生活所需。她任內還計劃廢除國民保健署轄下公立醫院的收費病床，但不成功。

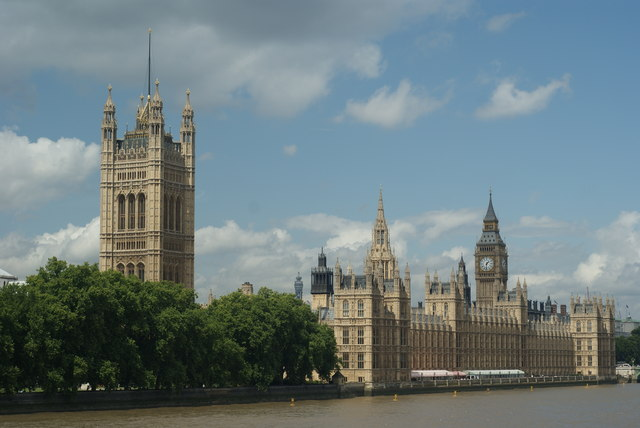
卡素爾在1979年離開下議院後，於1990年再以終身貴族身份加入上議院

然而，到了1976年4月，韋爾遜辭任首相，並由代表工會、而且曾經與卡素爾鬧不和的詹姆斯·卡拉漢接任，形勢隨即出現變化。卡拉漢接任首相後，以希望內閣有一些「新血」為理由，把卡素爾逐出內閣，撤去社會服務大臣的職務。卡拉漢當時還要求她自行寫辭職信以減輕對政府的衝擊，但結果是卡素爾感到相當憤怒，斷然拒絕。當她辭職走出唐寧街首相府的時候更當眾落淚，引起黨內外輿論熱議。
值得留意的是，卡拉漢曾經公開批評《免於衝突》白皮書的建議，但他自己最終卻於1978年底至1979年初的不滿的冬天期間，被變得好勇鬥狠的工會聲討，結果被下議院投票通過不信任動議，繼而在同年的大選中敗於保守黨的戴卓爾夫人。如果當初《免於衝突》白皮書的建議得到落實，工會在不滿的冬天期間所發動的不少工業行動將被視為非法。而一直要到八十年代中期，英國的工會勢力才被戴卓爾夫人以強硬手段削弱。
1979年，卡素爾不再尋求於大選中連任，決定離開服務前後滿34年的下議院。本身屬於疑歐派的她，更出乎意料地於同一年競逐首度以直選產生的歐洲議會選舉，她後來解釋自己參與歐洲議會選舉，是為了用盡每一平台和機會爭取自己代表的政治立場。在該次選舉中，她代表工黨出選大曼徹斯特北選區，並順利當選，一直到1984年，她再改為代表大曼徹斯特西選區，到1989年從歐洲議會退出為止。作為當時唯一一位曾在內閣供職的英國歐洲議會議員，她曾於1979年至1985年在歐洲議會兼任英國工黨黨團領袖，以及在1979年至1986年兼任社會主義集團副主席等職，往返於英國和法國斯特拉斯堡、比利時布魯塞爾和盧森堡，成為了她的主要政治工作。為了表彰她對歐洲民主的貢獻，她在1990年獲西德聯邦政府頒授功績十字勳章。

### 晚年生涯
1990年7月16日，卡素爾接受英廷冊封為終身貴族，是為白金漢郡伊布斯通的布力般卡素爾女男爵（Baroness Castle of Blackburn, of Ibstone in the County of Buckinghamshire），因此得以在上議院議政。晚年的她被視為相對於「新工黨」上一代的「舊工黨」元老級人物，她還繼續活躍政壇，除了不時在上議院內參與有關退休人士福利政策的辯論，又參與電視節目和接受訪問。

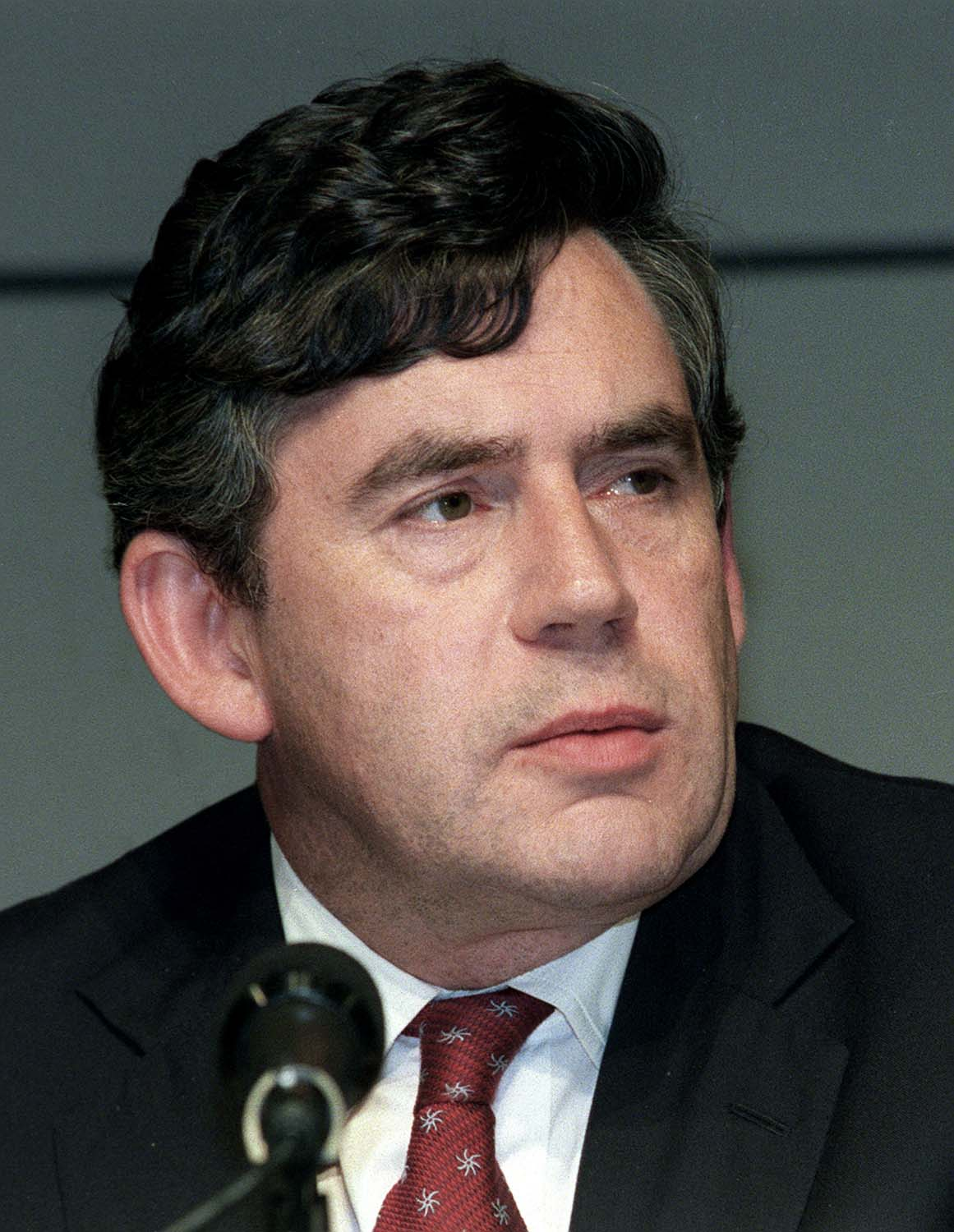
卡素爾晚年曾高調批評工黨財政大臣白高敦停止把退休金與平均收入變幅掛鉤的政策

1999年，卡素爾更於伯恩茅斯舉行的工黨黨大會上，高調批評時任工黨政府財政大臣白高敦決定把退休金增長幅度由原來與平均收入掛鉤，改為與通漲掛鉤，她指出換算後「退休金只增加72便士，僅足夠買一包花生」。相反，她在2000年公開稱讚保守黨黨魁夏偉林提出的退休金政策，該政策建議政府停止向退休人士發放冬天燃料津貼和重新徵收電視牌照費，改為把退休人士的基本公立退休金每周增加5.50英鎊。她稱讚該政策「絕對能夠贏得選票」。
卡素爾在2002年5月3日因肺炎和急性肺病、在睡夢中卒於白金漢郡伊布斯通家中，終年91歲，死時家屬均陪伴在側。到臨終以前，她依然活躍於政壇和工黨事務。她生前的主要著作，包括兩部日記和在1993年出版的自傳《一路作戰》（Fighting All the Way）。2002年7月，倫敦西敏市的衛理公會中央禮堂舉行了卡素爾的追思會，四位在世工黨現任和前任黨魁之中，米高·富特、金諾克和貝理雅三人均有出席，但曾與卡素爾鬧不和的詹姆斯·卡拉漢卻因故缺席。
為肯定她在政治上的表現，卡素爾多年來曾獲英國多家高等學府頒授榮譽博士學位，當中包括由劍橋大學於1998年頒授的榮譽法學博士學位；此外，她的母校牛津大學聖休學院也在1966年向她授予榮譽院士銜。2004年，南非政府還向卡素爾追贈O·R·坦博同袍勳章，以表揚她在推動南非廢除種族隔離制度上提供的支持。2008年，皇家郵政推出一套六款題為「傑出女性」（"Women of Distinction"）的郵票，介紹英國歷史上在爭取婦女權益方面具重要影響的婦女，其中卡素爾出現在面值81便士的一款，也是六款中面值最高的一款。

## 個人生活
芭芭拉·卡素爾在1944年7月28日與相識一年的泰德·卡素爾（1907年－1979年）在倫敦婚姻註冊處結婚，並於攝政街皇家咖啡廳舉行午餐會慶賀。卡素爾是苗圃工人腓特烈·理查·卡素爾（Frederick Richard Castle）之子，曾任職《每日鏡報》助理編輯和《畫報》編輯等職，後來於1964年至1970年擔任大倫敦議會參事，以及於1975年至1979年任歐洲議會議員。
芭芭拉與丈夫雖然感情要好，但兩人未能成功生兒育女，以及芭芭拉全身投入政壇，均成為兩人婚姻的瑕疵。再加上芭芭拉的政途遠較丈夫成功，也使她的丈夫曾感到挫敗和氣餒，甚至一度酗酒。1974年，與芭芭拉關係友好的工黨首相哈羅德·韋爾遜在辭任首相時，決定向英廷推薦冊封卡素爾為終身貴族，是為卡素爾男爵。儘管芭芭拉也因此獲得卡素爾勳爵夫人（Lady Castle）的頭銜，但走左翼路線的她從未使用該頭銜，即使到後來自己也獲封終身貴族，她仍堅持稱呼自己作「卡素爾夫人」（Mrs Castle）而非「卡素爾女男爵」（Baroness Castle）。卡素爾在1979年離世，對芭芭拉構成很大的打擊。
由於無兒無女，加上除了偶爾作詩、散步和打理家中園藝以外，也沒有特別嗜好，所以芭芭拉·卡素爾在政壇以外的私人生活過得頗為空虛。有空的時候，她把不少時間花到胞姊瑪喬麗·麥金托什和她的家人身上，並與她們一家建立起親密的關係。當瑪喬麗在1964年突然過身後，芭芭拉更視瑪喬麗的兩名女兒和一名兒子為自己的子女看待。她的外甥和外甥女長大成人和擁有自己的家庭後，芭芭拉還與他們的子女建立起猶如外祖母和外孫兒女的關係。

## 人物評價
芭芭拉·卡素爾是20世紀五、六及七十年代英國作風最敢言和高調的工黨女性政治家之一，長期被視為黨內左翼，連同她的一頭紅色長髮，都予人一種形象鮮明的印象，使她有「工黨紅色女王」（"Labour's Red Queen"）的綽號。前工黨黨魁米高·富特甚至曾稱讚她是「我們擁有過最好的社會主義官員」。卡素爾也是當時英國最為人熟悉的少數女性政治家之一，早年她在下議院敢於大力抨擊殖民主義和南非推行的種族隔離制度，加入內閣後，她又不顧多方壓力，引入酒精呼氣測試以打擊醉酒駕駛，以及推動《同酬法令》立法等多項改革，成為家喻戶曉的人物。1964年，她獲首相哈羅德·韋爾遜起用為就業及生產力大臣兼首任第一國務大臣，成為其政治生涯的頂峰。其中，第一國務大臣一職雖無實權，卻名義上是一眾國務大臣之首，因此當時外界盛傳韋爾遜著手培植卡素爾當他的接班人，日後更有可能成為英國歷史上首位女首相。
可是，卡素爾處於政治生涯頂峰的時間並不長久，也未能夠更上層樓。她很快就因為在1969年發表《免於衝突》白皮書而遭到工會和不少工黨支持者的批評和離棄，她更因此與黨內代表工會派系的另一閣員詹姆斯·卡拉漢公開決裂。她其後與工會妥協和撤回白皮書的行動，被視為她政治生涯上的一大挫敗。

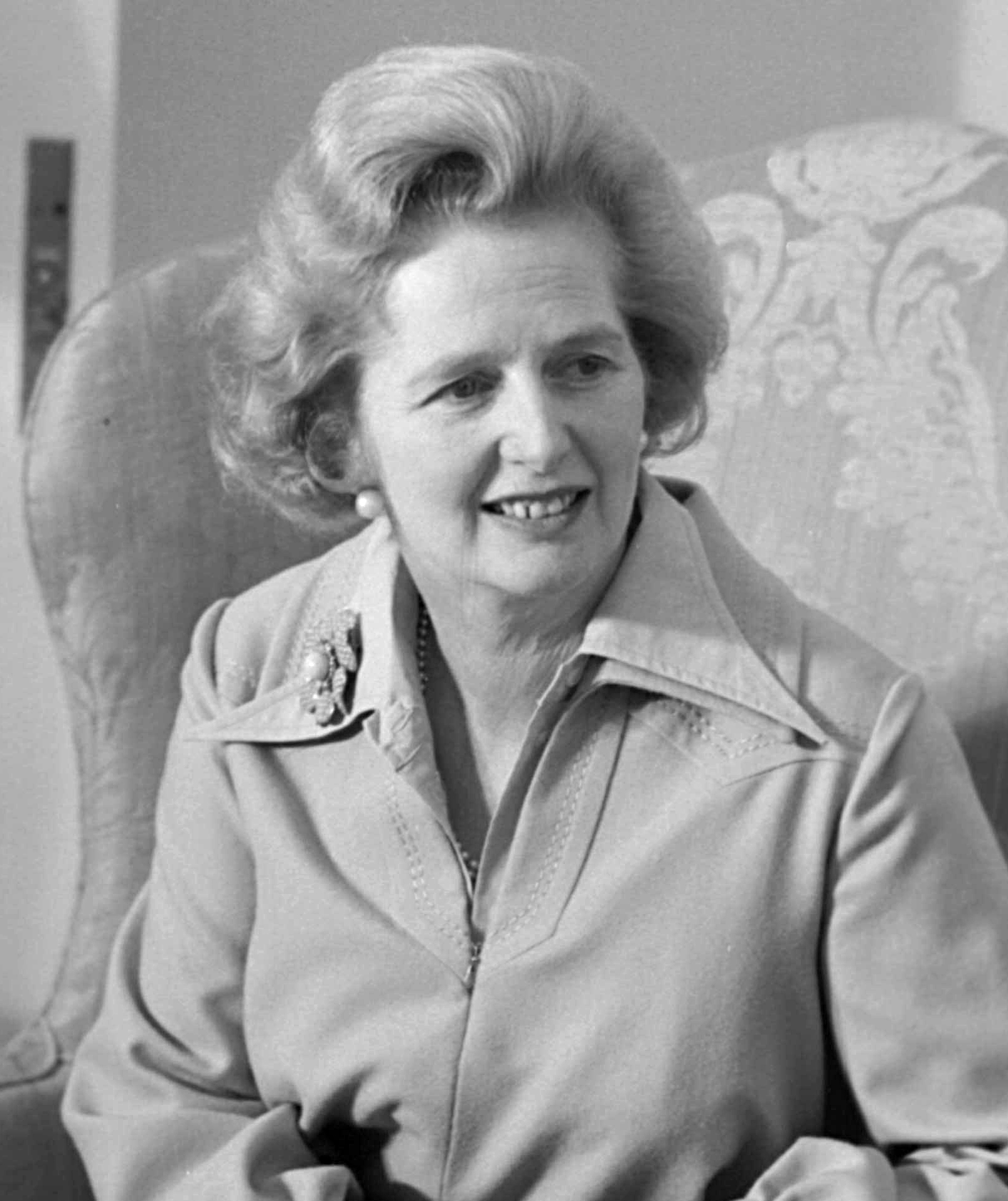
卡素爾與戴卓爾夫人都是英國20世紀六、七十年代有名的女性政治家

不過，後來也有評論指出，卡素爾在白皮書中提出限制工會權力的建議，啟發了後來保守黨首相戴卓爾夫人在八十年代中期以強硬手段削奪工會權力。所以白皮書的立場其實是頗有遠見的，而制約工會權力也只是遲早的問題。1979年離開下議院後，卡素爾先後投身歐洲議會和上議院，浮沉政壇，但她始終沒有放棄她支持的工黨和社會主義，一直到臨終前也活躍於工黨政壇，更成為了工黨老一輩的元老人物之一。
此外，卡素爾與英國歷史上首位女首相、來自保守黨的戴卓爾夫人同樣都是英國20世紀六、七十年代最有名氣的女性政治家之一，兩人也有不少相似之處，例如她們都有很重的女權主義觀念和很注重自己的衣著和打扮。在政治場合上，兩人也懂得運用女性的身份，例如卡素爾曾經在公開場合落淚和發脾氣以宣洩不滿，這對一眾士紳而言是幾乎不可能的。
儘管戴卓爾夫人能夠當上女首相，而卡素爾卻無緣出任首相，但有評論認為，若非卡素爾等早一輩的女性政治家把握機會加入政壇，靠自己的努力拾級而上，爭取與男性政治家平起平坐，最終得以擔任女性過往未曾擔任過的政治要職，為後進開闢晉升蹊徑，恐怕英國不能在1979年選出戴卓爾夫人為首位女首相。對於戴卓爾夫人的成就，卡素爾也曾讚揚「她明顯是其團隊中最能幹的傢伙」（"So clearly she is the best man among them"）。
卡素爾逝世後，不少工黨領導人物均對她給予高度評價。時任首相兼工黨黨魁貝理雅讚揚她是英國政壇上一位「偉大的女英雄」，「勇敢、堅毅、孜孜不倦和富有原則，從不怯於講出自己的想法和申明自己的信念」，是一位「思想激進和獨立的靈魂人物」和「政壇女性之中一位別具一格的先驅」，是英國「工黨運動過去50年其中一位領導人物」；即使是她的政敵卡拉漢，也對「她的堅強和十足的努力」致以敬意，並形容「她從來都是戰士，而且還戰鬥到底」。

## 部份著作
- Castle, Barbara, The Castle Diaries, 1974-76. London: Weidenfeld and Nicolson, 1980.[1]
  - （直譯：芭芭拉·卡素爾著，《卡素爾日記：1974年－76年》。倫敦：韋登菲爾德及尼可遜，1980年。）
- Castle, Barbara, The Castle Diaries, 1964-70. London: Weidenfeld and Nicolson, 1984.[1]
  - （直譯：芭芭拉·卡素爾著，《卡素爾日記：1964年－70年》。倫敦：韋登菲爾德及尼可遜，1984年。）
- Castle, Barbara, Sylvia and Christabel Pankhurst. Harmondsworth: Penguin Books, 1987.[1]
  - （直譯：芭芭拉·卡素爾著，《西爾維亞及克里斯塔貝爾·潘克斯特》。哈蒙斯沃斯：企鵝圖書，1987年。）
- Castle, Barbara, Fighting All the Way. London: Macmillan, 1993.[1]
  - （直譯：芭芭拉·卡素爾著，《一路作戰》。倫敦：麥美倫出版社，1993年。）

## 榮譽

### 殊勳
- 以下列出榮譽全稱及縮寫：^ 
  - 樞密院顧問官（P.C.） （1964年10月19日[8]）
  - 終身貴族 （1990年7月16日[15]）
  - 功績十字勳章 （西德，1990年[1]）
  - O·R·坦博同袍勳章 （南非，2004年[21]）

### 榮譽學位
- 法學博士[1]
  - 蘭卡斯特大學 （1991年）
  - 曼徹斯特大學 （1993年）
  - 劍橋大學 （1998年）
- 文學博士[1]
  - 德蒙福特大學 （1998年）
- 科技博士[1]
  - 布拉福大學 （1968年）
  - 羅浮堡大學 （1969年）
- 榮譽博士[1]
  - 北倫敦大學 （1998年）
- 公共服務大學博士[25]
  - 公開大學 （2002年追贈）
- 榮譽院士[1]
  - 牛津大學聖休學院 （1966年）
  - 布拉福及艾爾克里社區學院 （1985年）
  - 曼徹斯特大學科技研究所 （1991年）
  - 亨伯賽德理工學院 （1991年）
  - 約克大學 （1992年）

### 以她命名的事物
- 芭芭拉·卡素爾道（Barbara Castle Way）：位於布力般市內，2003年開通，該處設有一所芭芭拉·卡素爾道健康院（Barbara Castle Way Health Centre），於2011年啟用。[26][27]
- 「芭芭拉·卡素爾號」列車（The "Barbara Castle" Train）：於2008年9月21日命名，是英國的北方鐵路旗下一列火車。[28]

### 頭銜
- 芭芭拉·貝茨女士 （Miss Barbara Betts，1910年10月－1944年7月）
- 芭芭拉·卡素爾夫人 （Mrs Barbara Castle，1944年7月－1945年7月）
- 芭芭拉·卡素爾夫人，MP （Mrs Barbara Castle, MP，1945年7月－1964年10月）
- 芭芭拉·卡素爾夫人閣下，MP （The Rt. Hon. Mrs Barbara Castle, MP，1964年10月－1974年6月）
- 卡素爾勳爵夫人閣下，MP （The Rt. Hon. Lady Castle, MP，1974年6月－1979年5月）
- 卡素爾勳爵夫人閣下 （The Rt. Hon. Lady Castle，1979年5月－1979年6月）
- 卡素爾勳爵夫人閣下，MEP （The Rt. Hon. Lady Castle, MEP，1979年6月－1989年6月）
- 卡素爾勳爵夫人閣下 （The Rt. Hon. Lady Castle，1989年6月－1990年7月）
- 布力般的卡素爾女男爵閣下，PC （The Rt. Hon. the Baroness Castle of Blackburn, PC，1990年7月－2002年5月）

## 注腳
1. 1 2 3 4 5 6 7 8 9 10 11 12 13 14 15 16 17 18 19 20 21 22 23 24 25 26  "CASTLE OF BLACKBURN, Baroness" (2001)
2. 1 2 3 4 5 6 7 8 9 10 11 12 13 14 15 16  "A Political Tornado: The Life of Barbara Castle" (3 May 2002)
3. 1 2 3 4 5 6 7 8 9 10 11 12 13 14 15 16 17 18 19 20 21 22 23 24 25 26 27 28 29 30 31 32 33 34 35 36 37 38 39 40 41 42 43 44 45 46 47 48 49 50 51 52 53 54 55 56 57 58 59 60 61 62 63 64 65 66 67 68 69 70 71 72 73 74 75 76 77 78 79 80 81 82 83 84 85  Howard (2004)
4. 1 2 3 4 5 6 7 8 9 10 11 12 13 14 15 16 17 18 19 20 21 22  Perkins (4 May 2002)
5. 1 2 3 4 5 6 7  Simkin (retrieved on 10 November 2013)
6. 1 2 3 4 5 6 7 8 9 10 11 12 13 14 15 16 17 18 19 20 21 22 23 24 25 26 27 28 29 30 31 32 33 34 35  "Lady Castle of Blackburn" (4 May 2002)
7. 1 2 3  Perkins (3 September 2010)
8. 1 2  "PRIVY COUNSELLORS 1915 - 1968" (retrieved on 10 November 2013)
9. ↑  "Appendix C: Women MPs who have held Ministerial office" (retrieved on 10 November 2013)
10. ↑  "Casualties down 20 p.c. under 70 m.p.h. speed limit" (9 June 1967)
11. 1 2 3 4 5 6 7 8 9  Morgan (2001)
12. 1 2 3 4 5  "Equal Pay & The Equal Pay Act 1970" (retrieved on 10 November 2013)
13. ↑  Lewis and Smee (November 2009), p. 8.
14. ↑  Martineau (2000), p. 319.
15. 1 2  "CASTLE OF BLACKBURN" (retrieved on 10 November 2013)
16. 1 2 3 4  "Labour stalwart Castle dies" (4 May 2002)
17. 1 2 3 4 5 6  "Labour stalwart Barbara Castle dies" (3 May 2002)
18. 1 2 3  Sparrow (24 June 2000)
19. 1 2 3  Brogan (4 May 2002)
20. ↑  McSmith (10 July 2002)
21. 1 2  "Barbara  Castle (1910-2002)" (16 June 2004)
22. ↑  Kennedy (14 October 2008)
23. ↑  "Edwin Cyril Castle, Baron Castle" (retrieved on 10 November 2013)
24. ↑  "CASTLE" (retrieved on 10 November 2013)
25. ↑  "OU honours Barbara Castle" (1 July 2002)
26. ↑  Docking (30 August 2011)
27. ↑  "A6078" (retrieved on 10 November 2013)
28. ↑  "'Barbara Castle' Train (23 Septebmer 2008)"

## 延伸閱讀
- Martineau, Lisa, Barbara Castle: Politics and Power （页面存档备份，存于）. Andre Deutsch, 2000.
- Perkins, Anne, Red Queen: The Authorised Biography of Barbara Castle （页面存档备份，存于）. Pan Macmillan, 2004.

## 外部連結
- 芭芭拉·卡素爾在上下兩院的發言記錄 （页面存档备份，存于）（英文）
- "Barbara Castle （页面存档备份，存于）", BBC Radio 4 Woman's Hour
- "Deedes on Barbara Castle （页面存档备份，存于）", Daily Telegraph
- Hewitt, Patricia, "Labour's greatest hero: Barbara Castle （页面存档备份，存于）", The Guardian
- Barbara Castle: Labour's red queen （页面存档备份，存于）, BBC News

| 大不列颠及北爱尔兰联合王国国会 | 大不列颠及北爱尔兰联合王国国会            | 大不列颠及北爱尔兰联合王国国会 |
| ------------------------------ | ----------------------------------------- | ------------------------------ |
| 前任者： 喬治·桑普森·艾利斯頓  | 布萊克本選區國會議員 1945年－1979年       | 繼任者： 施仲宏                |
| 欧洲议会                       |                                           |                                |
| 前任者： 新設選區              | 歐洲議會大曼徹斯特選區議員 1979年－1989年 | 繼任者： 加里·提特利           |
| 官衔                           |                                           |                                |
| 前任者： 新創設                | 海外發展部長 1964年－1965年               | 繼任者： 安東尼·格林伍德       |
| 前任者： 湯姆·弗雷澤           | 運輸部長 1965年－1968年                   | 繼任者： 理查·馬什             |
| 前任者： 雷·甘特               | 就業及生產力大臣 1968年－1970年           | 繼任者： 羅伯特·卡爾           |
| 前任者： 邁克爾·史都華德       | 第一國務大臣 1968年－1970年               | 繼任者： 夏舜霆 （1995年起）   |
| 前任者： 基思·約瑟夫爵士       | 社會服務大臣 1974年－1976年               | 繼任者： 大衛·艾納斯           |
| 政党职务                       |                                           |                                |
| 前任者： 鄧禮博                | 工黨全國執行委員會主席 1958年－1959年     | 繼任者： 喬治·布林厄姆         |